# Amt Scharzfels
Das Amt Scharzfels war ein historisches Verwaltungsgebiet des Fürstentums Grubenhagen bzw. Königreichs Hannover.

## Geschichte
Das kleine Amt geht auf das frühere Territorium der Grafen von Lutterberg-Scharzfels zurück, das nach dem Tod des Grafen Heiso 1497 als erledigtes Lehen an die Fürsten von Grubenhagen fiel. Nach längerer Verpfändung kam es 1593 endgültig in den Besitz der Welfen kam und bildete seither ein Amt innerhalb des Fürstentums Grubenhagen. Die Burg Scharzfels wurde 1761 von den Franzosen gesprengt. Das Amt wurde 1859 aufgehoben und in das benachbarte Amt Herzberg (Harz) eingegliedert.

## Gemeinden
Das Amt umfasste folgende Gemeinden:
- Barbis
- Bartolfelde
- Lauterberg
- Osterhagen
- Steina

- Karte mit allen verlinkten Seiten:
- OSM |
- WikiMap

## Amtmänner
- Jacob Mecke (1592–1674), fürstlicher Amtmann aus Scharzfeld
- 1698–1702: Peter Spangenberg, Hannoverscher Oberstleutnant a. D. und Drost zu Scharzfeld, gebürtig aus Zimmersrode im Hessischen[1]
- 1818–1834: Johann Carl Friedrich Schuster, Amtmann, ab 1826 Oberamtmann
- 1836–1849: Otto Christian Gleim, Amtmann, ab 1841 Oberamtmann
- (1850) 1851–1852: Carl Wilhelm Oto von Uslar, Amtmann
- 1853–1859: Julius Jordan, Amtmann